# Franz Danzi
Pour les articles homonymes, voir Danzi.

Franz Ignaz Danzi, né le 15 juin 1763 à Schwetzingen et mort le 13 avril 1826 à Karlsruhe, est un compositeur et chef d'orchestre allemand.

## Biographie
Le père de Franz Danzi, Innocenz Danzi, est musicien de la cour et premier violoncelliste de la chapelle de l’électeur palatin, alors la meilleure d’Europe. Il donne à son fils, en même temps qu’à sa fille Franziska Dorothea Danzi (devenue également compositrice), ses premières leçons, et lui enseigna les principes de la musique, du piano et du chant.
En composition, le jeune Danzi a uniquement une éducation pratique ; il apprend cet art seulement grâce à quelques notions d’harmonie puisées dans les livres, et à la lecture des partitions des grands maîtres. Cependant il reçoit quelques leçons de l’abbé Georg Joseph Vogler, organiste et compositeur. À l’âge de douze ans, il a déjà écrit plusieurs morceaux pour le violoncelle, et ses progrès sur cet instrument sont si rapides, qu’à peine sorti de l’enfance, il est admis dans la chapelle comme membre de l’orchestre du prince de Mannheim. Il compose son premier opéra Azakia, à Mannheim. En 1778, cette chapelle ayant été transportée à Munich, Danzi s'y rend et y succède à son père comme violoncelliste. L’année suivante il écrit son premier ouvrage pour le théâtre de la cour.
Vers 1790, il épouse la fille du directeur du théâtre de Munich, Maria Margarethe Marchand. En 1791, Danzi demande et obtient un congé illimité pour voyager avec sa nouvelle épouse, cantatrice distinguée, dont le talent se développe grâce à ses leçons. Ils séjournent longtemps à Leipzig et à Prague. Danzi dirige dans ces deux villes l’orchestre de la troupe italienne de Guardatoni, et sa femme chante avec succès les rôles de Suzanne dans Le nozze di Figaro, de Caroline, dans Il matrimonio segreto, et de Nina, dans l’opéra de ce nom.
Pendant les années 1794 et 1795, il parcourt l’Italie avec sa femme, et ils s’y font remarquer pour leurs talents, particulièrement à Venise et à Florence. Le dérangement de la santé de sa femme oblige Danzi à revenir à Munich ; il y arrive en 1797, et dans la même année il obtient le titre de vice-maitre de la chapelle électorale. Lorsque Maria Danzi succombe à une maladie de poitrine en 1799, à l’âge de 32 ans, il est frappé si douloureusement de cette perte qu’il ne peut remplir ses fonctions à la cour pendant plusieurs années ; lorsqu’il lui faut ensuite diriger des opéras où sa femme a chanté, il éprouve des émotions si pénibles qu’il prend finalement la résolution de s’éloigner de Munich.
En 1807, il se rend à Stuttgart, où il est nommé maitre de chapelle du roi de Wurtemberg et superviseur des instruments à vent au conservatoire de Stuttgart ; mais les changements politiques qui surviennent dans la région l’année suivante l’obligent à aller chercher fortune ailleurs. Il va à Karlsruhe, et la cour de Bade lui accorde le même titre qu’à Stuttgart, et un traitement suffisant pour assurer son existence. Depuis lors il ne quitte plus Karlsruhe, où il finit par mourir.
Comme chef d’orchestre, il soutient l’œuvre de son ami Carl Maria von Weber, qu’il influence également comme compositeur. Par son style, on peut le considérer comme un des pionniers du romantisme. Les compositions religieuses et instrumentales de Danzi lui font la réputation d’un savant musicien en Allemagne, mais, dans ses opéras, il sacrifie souvent les convenances dramatiques à des effets d’instrumentation ou à des combinaisons harmoniques dépourvues du charme de la mélodie, alors qu’il connaît bien l’art du chant, et qu’il l’enseigne à merveille.

## Œuvres
- 8 symphonies
- Ouverture P 228
- Concerto pour piano et orchestre en mi bémol majeur op. 4  P 229
- Concerto pour violoncelle et orchestre en mi mineur P 243
- 4 concertos pour flûte et orchestre (sol majeur op. 30, ré mineur op. 31, ré mineur op. 42, ré majeur op. 43)
- Symphonie concertante pour flûte, clarinette et orchestre si♭ majeur
- Concerto pour clarinette, basson et orchestre si♭ majeur op.47
- 5 concertos pour basson et orchestre
- 9 quintettes à vent (par 3 dans op. 56, 67 et 68)
- 2 quintettes pour piano, flûte, hautbois, clarinette et basson (op. 53, 54)
- 1 quintette pour piano, hautbois, clarinette, cor et basson op. 41
- 3 quintettes pour flûte et quatuor à cordes
- 3 trios op. 71 pour flûte, violon et violoncelle
- Quatuors à cordes

- Sonate pour cor de basset et piano op. 62
- Fantaisie pour clarinette et orchestre sur l'air La ci darem la mano extrait de Don Giovanni de Mozart

### Opéras
- Cleopatra, duodrame (livret:Johann Leopold Neumann, 1 acte, Mannheim, 30 janvier 1780)
- Azakia, comédie (livret:Chrétien-Frédéric Schwan, 3 actes, Mannheim, 6 juin 1780)
- Die Mitternachtsstunde, singspiel (livret:Matthias Georg Lambrecht, 3 actes, Munich, avril 1788)
- Der Sylphe, singspiel (livret:Friedrich Ludwig Wilhelm Meyer (de), 1 acte, Munich, 1788)
- Der Triumph der Treue, mélodrame (livret:Johann Friedrich Binder von Kriegelstein, 3 actes, Munich, février 1789, perdu)
- Der Quasi-Mann, comédie (livret:Matthias Georg Lambrecht, 2 actes, Munich, août 1789, perdu)
- Deucalion et Pirrha, opéra (livret:Jean-Jacques d'Hogguer d'après Germain François Poullain de Saint-Foix, 1 acte, vers 1795)
- Der Kuss, comédie (livret:Matthias Georg Lambrecht, 3 actes, Munich, 27 juin 1799)
- El Boldocani, singspiel (livret:Matthias Georg Lambrecht, 1 acte, Munich, 1802, perdu)
- Iphigenie in Aulis, opéra (livret:Karl Reger), 3 actes, Munich, 1807)
- Dido, mélodrame (livret:Georg Reinbeck (de), 1 acte, Stuttgart, 1811, perdu)
- Camilla und Eugen oder der Gartenschlüssel, comédie (livret:Franz Carl Hiemer, Stuttgart, 1 acte, 15 mars 1812)
- Rubezahl, singspiel (Karlsruhe, 19 avril 1813)
- Malvina, singspiel (livret:Georg Christian Römer, 3 actes, Karlsruhe, 20 décembre 1814)
- Turandot, singspiel (livret:Carlo Gozzi, 2 actes, Karlsruhe, 9 février 1817)
- L'Abbé de Attaignant oder die Theaterprobe, opéra (1 acte, Karlsruhe, 14 septembre 1820)

## Enregistrements
- Introduction, thème et variations en si bémol majeur par Dieter Klöcker (clarinette) et le Radio-Symphonie-Orchester Berlin, dir. Jesús López Cobos (Koch Swann 311 045 H1, 1986)
- Musik der Münchener Hofkapelle - Music of the Munich Court Orchestra - Toeschi - Danzi - Wendling - Cannabich , Hofkapelle München, dir. Christoph Hammer (Capriccio 10 861, 2000)
- Mannheimer Schule Vol.3, Kurpfälzisches Kammerorchester, dir. Jiří Malát (label Arte Nova, référence 74321 37297 2, 1996)[1]